# Anaglyptus yakushimanus
Anaglyptus yakushimanus är en skalbaggsart som beskrevs av Hayashi 1968. Anaglyptus yakushimanus ingår i släktet Anaglyptus och familjen långhorningar. Inga underarter finns listade i Catalogue of Life.